# Ghisoni
Ghisoni är en kommun i departementet Haute-Corse på ön Korsika i Frankrike. Kommunen ligger i kantonen Ghisoni som tillhör arrondissementet Corte. År 2022 hade Ghisoni 194 invånare.

## Befolkningsutveckling
Antalet invånare i kommunen Ghisoni
Referens:INSEE